# 芸術体育要員
芸術体育要員（げいじゅつたいいくよういん、朝: 예술체육요원）は、韓国の徴兵制度による代替服務の一部として、芸術や体育分野の世界大会で高い成績を得た者が対象だ。
1995年から2013年まで公益勤務要員の下位分類に該当した。韓国のマスコミで「男性のピアニスト・現代舞踊家・バレリーノが国際コンテストで1位または2位の入賞して兵役特例を受ける」、「男性選手がオリンピックで金メダル、銀メダルまたは、銅メダルを獲得やアジア競技大会で金メダルを獲得して兵役特例を受ける」というのがこの制度によるものである。 ピアニスト・現代舞踊家・バレリーノとして国際コンテストで1・2位を入賞、または韓国国内で朝鮮の伝統音楽など韓国以外の国にはないコンテストで1位を入賞し芸術体育要員として選抜に選ばれた場合を「芸術要員（げいじゅつよういん、朝: 예술요원）」、スポーツ選手としてオリンピックで1・2・3位(金メダル・銀メダル・銅メダル)、またはアジア競技大会で1位(金メダル)の入賞し芸術体育要員として選抜に選ばれた場合を「体育要員（たいいくよういん、朝: 체육요원）」と称する。

## 制度の変遷
1973年3月3日に制定、同年4月3日から施行された「兵役義務の特例規制に関する法律(へいえきぎむのとくれいにかんするほうりつ、朝鮮語:병역의무의 특례규제에 관한 법률)」で学術・芸術又は体能の特技を持つ者の中、国家利益のためにその特技の啓発又は発揮を必要とすると認められ、特技者選抜委員会が選抜した者が1994年以後に「芸術体育要員」と称する兵役特例制度として、施行令に指定された細部規定がなかった。この当時に対象に該当する人物は、1974年にチャイコフスキー国際コンクールピアノ部門で2位を受賞されたチョン・ミョンフンがいて、1976年モントリオールオリンピックのレスリング競技で金メダルを取ったヤン・ジョンモ(梁正模)は、この対象となり、特技者選抜委員会によって補充役に編入・兵役特例に選抜された。
1981年、兵役義務の特例規制に関する法律施行令の改正によって、学術・芸術又は体能の特技を持つ者を対象とした芸術体育要員の選抜基準が設けられ、体能の特技を持つ者の選抜基準がアジア競技大会で受賞した者・FIFAワールドカップで受賞した者・ユニバーシアードで1～3位に受賞した者・世界選手権大会で1～3位に受賞した者・世界青少年選手権大会|世界青少年選手権で1～3位に受賞した者・アジア選手権で1～3位に受賞した者・アジア青少年選手権で1～3位に受賞した者に指定された。このように指定された体能の特技を持つ者の中で1985年に
FIFAワールドカップで受賞した者・世界選手権大会で受賞した者・アジア選手権で受賞した者を除き、アジア競技大会で受賞した者とユニバーシアードで受賞した者は1位に受賞した者に変わった。1990年に学術の特技を持つ者と体能の特技を持つ者の中でユニバーシアードで受賞した者が体能の特技を持つ者を対象とした兵役特例で除外された。1994年の全部改正改正兵役法により芸術又は体能の特技を持つ者を対象とした兵役特例が芸術体育要員という名称に変わった。
2002年にFIFAワールドカップで1～16位に受賞した者と2006年にワールド・ベースボール・クラシックで1～4位に受賞した者も芸術体育要員の選抜対象含めて、2007年12月に除外された。

## 対象者
芸術体育要員の対象者は下記の通りだ。

### 芸術分野の対象者
- 兵務庁が定める国際芸術コンテストのコンペティション部門で1・2位に入賞した者であり、このうち入賞成績順で2人以内の者。
- 兵務庁が定める国内芸術コンテスト(国楽など国際大会のない分野の大会など。ここで称するは、国内は、韓国国内。国楽は、朝鮮の伝統音楽を意味する)のコンペティション部門で1・2位に入賞した者

兵務庁が定める芸術コンテストは、兵務庁訓令の「芸術体育要員編入及び管理規定」に定める芸術コンテスト関連規定による。このうち、国際芸術コンテストは音楽コンテストと舞踊コンテストに分けられる。 音楽コンテストはユネスコ傘下の国際音楽コンテスト世界連盟(World Federation of International Music Competitions)に加盟した大会、舞踊コンテストはユネスコ国際舞踊協会(International Dance Council)または国際劇芸術協会(International Theater Institute)に加盟した大会だ。
- 兵務庁が定める国際芸術コンテスト
  - 音楽コンテスト[4]
    - シベリウス国際ヴァイオリン・コンクール
    - ヴィエニャフスキ国際ヴァイオリン・コンクール
    - ショパン国際ピアノコンクール
    - インディアナポリス国際ヴァイオリン・コンクール
    - ヴァン・クライバーン国際ピアノコンクール
    - ハノーファー国際ヴァイオリン・コンクール
    - マックス・ロスタル国際ヴァイオリン・ヴィオラコンクール
    - フランツ・リスト国際ピアノコンクール
    - ゲザアンダ国際ピアノコンクール
    - ゲザ・アンダ国際ピアノコンクール
    - 仙台国際ピアノコンクール
    - パガニーニ国際ヴァイオリン・コンクール
    - ブゾーニ国際ピアノコンクール
    - ロン＝ティボー国際コンクール
    - ブザンソン国際指揮コンクール
    - ミュンヘン国際音楽コンクール
    - エリザベート王妃国際音楽コンクール
    - ジュネーブ王妃国際音楽コンクール
    - プラハの春国際音楽コンクール
    - イサン・ユン国際コンクール
    - カール・ニールセン国際音楽コンクール
    - ソウル国際音楽コンクール
    - モントリオール国際音楽コンクール
    - 済州国際管楽コンクール
    - ミケーレ・ピタルガ国際ギターコンクール
    - ルイス・シガル国際音楽コンクール

  - 舞踊コンテスト[5]
    - USA国際バレエコンクール(ジャクソン国際バレエコンクール)
    - ユース･アメリカ･グランプリ
    - ソウル国際舞踊コンクール
    - コリア国際バレエコンクール
    - コリア国際現代舞踊コンクール
- 兵務庁が定める国内芸術コンテスト[6]
  -     - オンナラ国楽コンテスト
    - 東亜音楽コンクール
    - 全州大私習遊び全国大会
    - 東亜舞踊コンクール
    - 全国新人舞踊コンテスト

### 体育分野の対象者
- オリンピックで1～3位(金メダル・銀メダル・銅メダル)に受賞した者
- アジア競技大会で1位(金メダル)に受賞した者

## 過去の対象者

### 訓令による過去の対象者
芸術分野の対象者のうち訓令改正により除外された場合は芸術分野の対象者として、下記の通りだ。
- 芸術分野の対象者のうち、下記の大会受賞者は除外された。
  - 国際芸術コンテスト
    - 音楽コンテスト
      - パブロ・カザルス国際チェロコンクールで受賞した者(2019年7月から除外)
      - トゥールーズ国際声楽コンクールで受賞した者(2023年から除外)
      - チャイコフスキー国際コンクールで受賞した者(2023年から除外)
      - シャルトル国際オルガンコンクールで受賞した者(2024年から除外)

    - 舞踊コンテスト
      - 上海国際バレエコンクールで受賞した者(2015年から除外)
      - ニューヨーク国際バレエコンクールで受賞した者(2019年7月から除外)
      - ヘルシンキ国際バレエコンクールで受賞した者(2020年7月から除外)
      - ルドルフ・ヌレエフ国際バレエコンクールで受賞した者(2020年7月から除外)
      - 国際バレエコンクール、振付コンテストで受賞した者(2023年から除外)
      - ヴァルナ国際バレエコンクールで受賞した者(2023年から除外)
      - プリ・ド・ローザンヌ国際バレエコンクールで受賞した者(2023年から除外)

  - 国内芸術コンテスト
    - ソウル舞踊祭で受賞した者(2015年から除外)
    - 全国演劇祭で受賞した者(2022年から除外)
    - 大韓民国美術祭典で受賞した者(2022年から除外)

### 施行令による過去の対象者
過去には下記の対象者も含まれたが、廃止により除外された。
- 学術分野(1990年に廃止)
  - 韓国学大学院で修士号を取得し、文教部長官が指定した学術機関の従事者
  - 文教部で選抜した国費留学生
  - 学術分野に著しく貢献した実績を有する者として、関係中央行政機関の長が認めた者

- 体育分野(年度ごとに違う)
  - 下記の対象者は、1980年から該当したが、1985年に廃止された[1]。
    - アジア競技大会で2・3位(銀メダル・銅メダル)に受賞した者(1985年から1位に受賞した者に変わった。)
    - FIFAワールドカップに受賞した者
    - ユニバーシアードで1～3位に受賞した者(1985年から1位に受賞した者に変わった後、1990年に廃止)
    - 世界選手権大会で1～3位に受賞した者
    - 世界青少年選手権で1～3位に受賞した者
    - アジア選手権で1～3位に受賞した者
    - アジア青少年選手権で1～3位に受賞した者

  - 下記の対象者は、2007年12月に廃止された。
    - FIFAワールドカップに1～16位に受賞した者(2002年から)
    - ワールド・ベースボール・クラシックに1～4位に受賞した者(2006年9月から)[7]